# Lesguians
Els lesguians (també anomenats lesgins, lèsgics, lèzgics, lezgs, o lezgians (la paraula kurin per a designar un lesguià o la llengua dels lesguians fou usada pels turcs i russos; el poble en turc s'anomena lezghi en singular i lezghiar en plural; en rus Lezgintsi o Kyurintsi; altres noms: Lezgh o Lezğ i Lezgin) és un grup ètnic que viu a Akhti, Dokuzpara, Kamzukent, Kurekh, Rutul i Magaramkent, sud del Daguestan, i a Kuba, Nukha i Semakha, al nord de l'Azerbaidjan, i que parla el lesguià, una llengua caucàsica. Els lesguians formen part del grup samurià, integrat pels lesguians, aguls, tsakhurs, rutuls, tabarsarans, tots a Daguestan, i els cinc pobles del Shah Dagh (djek o dzhek, kriz, khaputz, budukh, i kinalug) més l'udi a l'Azerbaidjan.

## Demografia
Segons dades del darrer cens soviètic del 1989, n'hi havia 257.300 a Rússia, dels quals 204.370 vivien al Daguestan, i uns 178.000 a l'Azerbaidjan. Són musulmans sunnites de l'escola xafïita, llevat els de l'Azerbaidjan, que són xiites.

## Mode de vida
Llur economia tradicional es fonamentava principalment en l'artesanat tradicional (teixit, tapís, cuir, terrissa i forja) i el pasturatge de xais i cabres en transhumància, activitats encara importants en el medi rural. Les pastures d'hivern es troben a l'Azerbaidjan, i després de llarg temps de tradició es produeix emigració de mà d'obra hivernal a Bakú, Shemakha i Kuba (Azerbaidjan). Mercè a aquesta emigració i als lligams culturals i polítics des d'antic a l'Azerbaidjan, la llengua i la cultura lèsguiques en són fortament influïdes.
El mot lezgintsy fou usat pels russos per a designar-los no sols a ells, sinó també a tots els muntanyencs del Daguestan, o bé als del sud del país (i a tots els samurians). Segons el cens soviètic del 1979, n'eren 323.829, dels quals el 93,9% parlava la seva llengua pròpia, el 3,7% el rus i el 2,4% l'àzeri. El 1989 eren uns 466.833 individus.

## Història
Segons la tradició, l'islam hauria estat introduït entre els lesguians als segles vii i viii pels conqueridors àrabs, però el cert és que no foren definitivament musulmans fins al segle xv, quan els seus territoris foren conquerits pel shirvanshah Khalil Ulloi. La majoria són sunnites de ritu xafiïta, amb una forta minoria de xiïtes a l'Azerbaidjan.
Kurakh, on es parla el dialecte kurin base del modern lesguià, fou la capital del kanat de Kurin fundat el 1775, ocupant però només una part del territori lesguià, i molts territoris poblats per aquesta ètnia restaren sense cap domini estatal o extern. Alguns lesguians vivien als kanats de Quba, de Derbent i de Kazikumukh. El 1812, el kanat de Kurin fou posat sota protectorat rus i fou adquirit pel tractat de Gulistan del 1813. El 1864, el kanat fou abolit i el territori annexionat. Els lesguians van lluitar al costat de l'imam Xamil contra els russos. Encara que al kanat havia sorgit una dèbil estructura feudal, la majoria dels lesguians continuava vivint en comunitats lliures formades per clans patriarcals i administrats per un adat en cada poble; dins del clan, dominava l'assistència mútua en el treball i afers familiars, i la responsabilitat col·lectiva en les venjances que ordenava l'adat; els seus matrimonis eren endogàmics dins el clan. L'economia estava basada, com s'ha dit, en l'artesanat i la ramaderia de transhumància.
Al final del segle xix, el lesguià va esdevenir llengua literària, encara que escrita en caràcters àrabs, que van subsistir fins al 1928. Des de 1904/1905, es va provar d'introduir el ciríl·lic sense èxit i el 1928 es van introduir els caràcters llatins, però 10 anys després es va imposar el ciríl·lic. Entre 1920 i 1960, fou utilitzat en l'ensenyament primari al Daguestan, però després es va deixar d'utilitzar en favor del rus (a l'Azerbaidjan, es va deixar d'utilitzar el 1939 en favor de l'àzeri). Els aguls el van tenir com a llengua oficial del 1920 al 1950. Els escriptors més importants foren el teòleg Said de Kockhur, el poeta Etim Emin, l'historiador (en àzeri) Hasan Alkadari, i els poetes Sayf Allah Cobanzade, Emir Arslan i Hadjdji d'Akhti.

## Organització política
Després de la caiguda de la Unió soviètica, i pel que fa als lesguians del Daguestan, compten amb el partit Savdal ('Unitat'), fundat el juliol del 1990 a Derbent i dirigit pel general Kochimanov i Ruslan Ashuraliev, que reclama la unificació dels pobles lèsguics. Els de l'Azerbaidjan fundaren Samur, partit lèsguic format el 1991, rival de l'anterior, dirigit per Ali Musaev, partidari d'unir tots els pobles lesguians de l'Azerbaidjan; el juliol del 1992, patrocinà la formació d'un Partit Democràtic Lesguià de l'Azerbaidjan. I d'altra banda, Alpan és un partit lesguià fundat el 1995 per Amiran Babaev, partidari de la unificació dels territoris lesguians a l'Azerbaidjan i Daguestan. Són un dels pobles fundadors el 1989 de la Confederació de Pobles del Caucas Nord.